# Йоанна Потоцька
Йоанна Потоцька з Сенявських (нар. після 1662 — 21 травня 1733, Львів) — гетьманівна польна коронна, мати Миколая Василя Потоцького, сестра Адама Миколая Сенявського.

## Життєпис
Батьки — майбутній коронний гетьман Микола Єронім Сенявський та Цицилія Марія з Радзивілів — одружилися 3 грудня 1662 року.
Її майбутній чоловік Стефан Александер Потоцький, який був закоханий у неї, намагався отримати її руку в 1693 року. Адам Миколай Сенявський та його дружина Ельжбета з Любомирських, неохоче дивилися на це, тим більше, що Потоцький був відомий своїм насильством та грубим способом життя. 2 січня 1695 р. відбулося весілля Потоцького та Сенявської.
Через привілей від 7 грудня 1712 р. записаного в Любліні, вона та її чоловік стали засновниками монастиря василіян у Бучачі.
Коли в 1715 р. Александер Юзеф Млодкевич, єпископ бучацький, створив при фарному костелі Братство Пресвятої Богородиці Скапулярій при місцевій парафіяльній церкві, вона була обрана опікуншею (патронесою) цього Братства зі знаті, а її чоловік — протектором. У 1726 році вона фінансувала позолоту вівтаря Архангела Михаїла в костелі св. Андрія оо. Бернардинів у Львові.
Померла 21 травня 1733 р. у Львові після короткої хвороби. Її поховали у Костелі домініканців у Львові.